# عرقة (جنين)

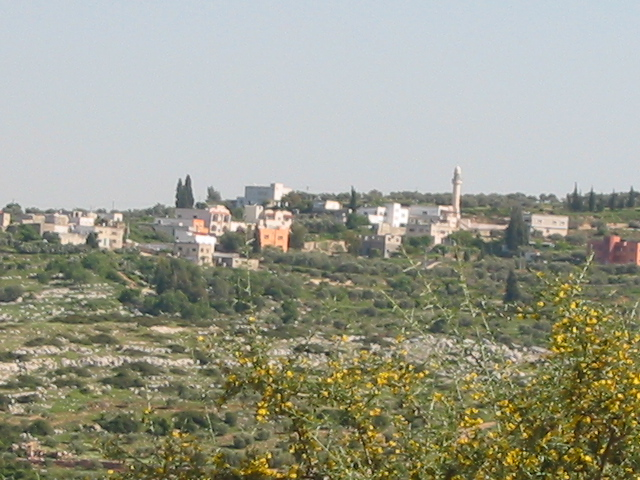
قرية عرقة في جنين

عرقة هي قرية فلسطينية في محافظة جنين
تقع إلى الغرب من مدينة جنين وتبعد عنها 12.5كم ، وترتفع 280م عن سطح البحر . تبلغ مساحة اراضيها (5675) دونما يحيط بها اراضي قرى الهاشمية والسيلة الحارثية واليامون ويعبد وعرابة وعانين.

## السكان
قدر عدد سكان في عام 1922 (168) نسمة وعام 1945 (350) نسمة ، وعام 1967 (616) نسمة وعام 1987 حوالي (1500) نسمة ، وفي عام 1997 بلغوا( 1585)نسمة .

## وصلات خارجية
- فلسطين في الذاكرة/ عرقة (جنين)